# Ранчо ел Амате (Ајала)
Ранчо ел Амате (шп. Rancho el Amate) насеље је у Мексику у савезној држави Морелос у општини Ајала. Насеље се налази на надморској висини од 1266 м.

## Становништво
Према подацима из 2010. године у насељу су живела 3 становника.

### Хронологија
| Година       | 2000 | 2005        | 2010 |
| ------------ | ---- | ----------- | ---- |
| Становништво | 8    | 17 (6 / 11) | 3    |

### Попис
| # | Индикатор                     | Вредност |
| - | ----------------------------- | -------- |
| 1 | Укупно домаћинстава           | 3        |
| 2 | Укупно насељених домаћинстава | 2        |
| 3 | Величина локације             | 1        |